# Gabriele Cioffi
Gabriele Cioffi (Florencia, Italia, 7 de septiembre de 1975) es un exjugador y entrenador de fútbol italiano. Actualmente está sin club.

## Carrera como jugador
Como jugador, Cioffi era defensor. Comenzó su carrera con en el AS Sestese Calcio, a lo que siguió varias otras experiencias en las ligas menores italianas de la Serie C1 y la Serie C2. En enero de 2005 se unió al Mantova, con quien se convirtió en un favorito de los fanáticos, ganó un título de la Serie C1 e hizo su debut en la Serie B durante la temporada 2005-06. Después de una impresionante campaña, fue fichado por el Torino, con quien hizo su debut en la Serie A durante la temporada 2006-07.
Dejó al club de Turín después de una temporada para unirse al Ascoli, que abandonó en 2010 por el AlbinoLeffe como agente libre.Se retiró en 2012 tras dos temporadas en el Carpi donde ganó la liga como capitán consiguiendo el ascenso de la Lega Pro 2 a la Lega Pro 1. En su última temporada en el club perdió la final de ascenso a la Serie B.

## Carrera como entrenador

### Inicios
Tras su retirada, permaneció en Carpi como entrenador asistente durante la temporada 2012-13. En julio de 2013 fue anunciado como nuevo entrenador del club Gavorrano de la Lega Pro Seconda Divisione;fue despedido a finales de noviembre y, tras su marcha, el equipo tuvo una mala racha de resultados. Se entendió ampliamente que el club lo llamó de regreso cuando quedaban algunos partidos de temporada y el descenso era una formalidad, aunque Cioffi se negó a regresar.
Posteriormente, se mudó a Australia y trabajó durante dos años como entrenador juvenil del Eastern United FC, antes de regresar a Italia en noviembre de 2015 para aceptar una oferta como entrenador juvenil del Südtirol de la tercera división.Dejó el club en febrero de 2016 para unirse al cuerpo técnico de Henk ten Cate como entrenador asistente en el Al-Jazira.
Después de ayudar al club emiratí a obtener la Copa Presidente en 2016y clasificarlos a la Liga de Campeones de la AFC, Cioffi fue contratado en diciembre de 2016 para unirse al cuerpo técnico de Gianfranco Zola en el Birmingham City.Tras la renuncia de Zola el 17 de abril de 2017, todo su personal técnico, incluido él, también abandonó Birmingham.
En octubre de 2017, fichó como asistente técnico para el Al-Dhafra que luchaba por el descenso. Su primer partido en la banda fue contra su anterior equipo, el Al-Jazira.El equipo, gracias a su trabajo, logró salvarse del descenso y tener una posición estable en la tabla.

### Crawley Town
En septiembre de 2018, fue nombrado nuevo entrenador del Crawley Town de la EFL League Two, que estaba luchando por la zona de descenso, sucediendo a Harry Kewell.El italiano logró cómodamente el objetivo que se había propuesto, salvar al club del descenso a falta de varios partidos de la temporada, y fue confirmado en su cargo.
Durante la segunda temporada, el club alcanzaría la cuarta ronda de la Copa de la Liga por primera vez y vencerían a un equipo de la Premier League por primera vez, además de alcanzar la segunda ronda de la FA Cup por primera vez en casi una década.Al mismo tiempo, varias lesiones desafortunadas de jugadores clave provocaron una racha en la que el equipo tuvo dificultades para anotar y ganar a pesar de crear oportunidades. Luego de la derrota ante el Fleetwood Town por la FA Cup, Cioffi decidió dejar su cargo de mutuo acuerdo con la dirigencia.

### Udinese
En septiembre de 2020, se incorporó al Udinese de la Serie A como entrenador asistente de Luca Gotti.El 7 de diciembre de 2021, tras el despido de Gotti, Cioffi se convirtió en el técnico interino del equipo.Durante su mandato, logró sacar al club de la zona de descenso, terminando la temporada en el 12° lugar con 47 puntos. A pesar de esto, el 23 de mayo de 2022, se anunció que no se renovaría su contrato, que expiraba al final de la temporada.

### Hellas Verona
En junio de 2022, Cioffi fichó como entrenador del Hellas Verona con un contrato que durará hasta 2024.El 11 de octubre de 2022, fue despedido de su puesto tras lograr sólo cinco puntos en los primeros nueve partidos de la temporada de la Serie A.

### Segunda etapa en Udinese
El 25 de octubre de 2023, el Udinese anunció el nombramiento de Cioffi, tras la destitución de Andrea Sottil, con contrato hasta final de temporada con opción a prorrogarlo por un año más.El 22 de abril de 2024, fue relevado de sus funciones luego de una serie de malos resultados que colocaron al equipo cerca de los puestos de descenso.

## Clubes

### Como jugador
| Club               | País   | Año       |
| ------------------ | ------ | --------- |
| AS Sestese Calcio  | Italia | 1992-1996 |
| SSD Marsala Calcio | Italia | 1996-1997 |
| US Poggibonsi      | Italia | 1996-1997 |
| Spezia             | Italia | 1997-1999 |
| Arezzo             | Italia | 1999-2001 |
| Taranto            | Italia | 2001-2002 |
| Novara             | Italia | 2002-2005 |
| Mantova            | Italia | 2005-2006 |
| Torino             | Italia | 2006-2007 |
| Ascoli             | Italia | 2007-2009 |
| AlbinoLeffe        | Italia | 2010      |
| Carpi              | Italia | 2010-2012 |

### Como entrenador
| Club          | País       | Año       |
| ------------- | ---------- | --------- |
| Gavorrano     | Italia     | 2013      |
| Crawley Town  | Inglaterra | 2018-2019 |
| Udinese       | Italia     | 2021-2022 |
| Hellas Verona | Italia     | 2022      |
| Udinese       | Italia     | 2023-2024 |